# Johann Christoph von Freyberg

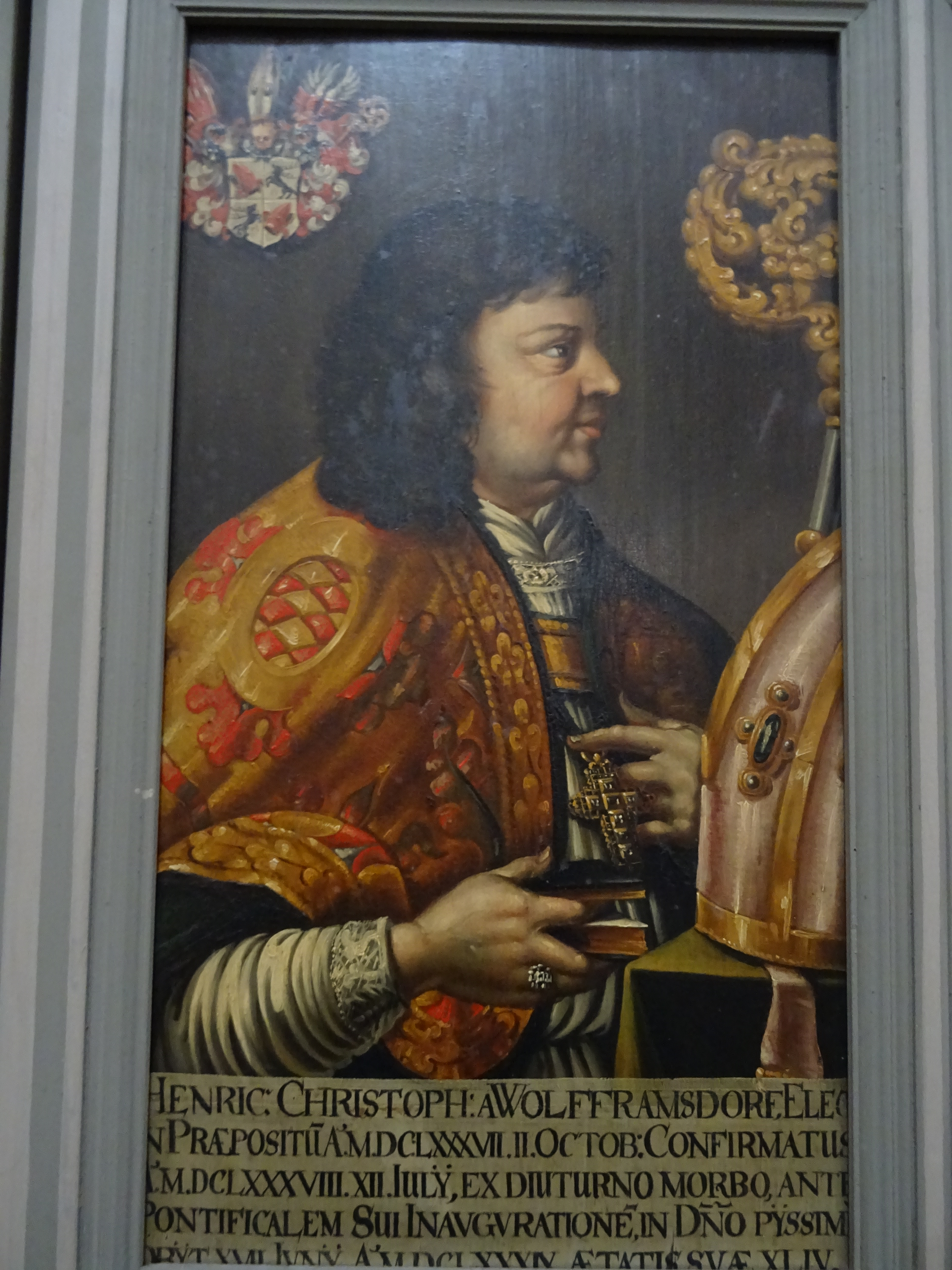
Johann Christoph von Freyberg-Eisenberg an der Tafel der Äbte und Fürstpröbste in der Basilika St. Vitus (Ellwangen)

Johann Christoph von Freyberg, auch: von Freyberg-Eisenberg, von Freyberg und Eisenberg, von Freyberg-Allmendingen (* 28. September 1616 auf Schloss Altheim (bei Ehingen); † 1. April 1690 auf Schloss Dillingen an der Donau), war Fürstpropst der Fürstpropstei Ellwangen und Fürstbischof von Augsburg.

## Biografie

### Jugend und Ausbildung
Seine Eltern waren Kaspar von Freyberg zu Altheim und Worndorf und Anna Regina von Rechberg. Mit zehn Jahren, am 22. Oktober 1626, wurde er an der Universität Dillingen immatrikuliert. Ab 1635 studierte er an der Universität Ingolstadt. 1642 empfing er die Priesterweihe für das Bistum Augsburg.

### Kanoniker und Fürstpropst
1630 erhielt er ein Kanonikat in Augsburg. Im gleichen Jahr wurde er für den im Oktober 1629 resignierten Johann Adam Truchseß von Höfingen Kanoniker der Fürstpropstei Ellwangen, wo er  am 23. Oktober 1638 in den Zwölferkreis der Kapitulare aufstieg. Zuvor Reichsritter, konnte er sich ab 1644 als Reichsfreiherr bezeichnen. 1646 war er als solcher Hofratspräsident der Dillingener Hochstift-Regierung. Von 1641 bis 1655 war er Scholaster der Fürstpropstei Ellwangen und anschließend Domdekan in Augsburg, ab 1660 als Dompropst. Für seine Familie kaufte er die Reichsherrschaft Justingen.
Vom 11. Mai 1660 bis zu seiner Resignation am 13. April 1674 war er Fürstpropst von Ellwangen; in der Reihe der Ellwanger Fürstpröpste namens Johann Christoph von Freyberg wird er als der III. gezählt. Unter ihm wurde 1661 bis 1662 die Stiftskirche St. Vitus im Inneren im frühbarocken Stil umgestaltet.

### Fürstbischof
Ab 1661 war er Administrator, ab 18. August 1665 bis zu seinem Tod im Jahr 1690 Fürstbischof von Augsburg; die Bischofsweihe erfolgte am 17. April 1667 durch Kaspar Zeiler, Weihbischof in Augsburg, Mitkonsekratoren waren Sebastian Denick, Weihbischof in Regensburg, und Georg Sigismund Müller, Weihbischof in Konstanz. Er setzte kirchliche Reformen im Sinne des Konzils von Trient um. Auch machte er sich um die Gründung des Augsburger Instituts der Englischen Fräulein verdient, indem er sie 1680 als Ordensfrauen anerkannte.
1680 bis 1690 ließ er im Hohen Schloss Füssen Innenräume barockisieren. Am 16. Juni 1682 legte er den Grundstein zur Wallfahrtskirche Schönenberg. 1687 wurde in seinem Auftrag die Schlosskapelle St. Johannes Evangelist im Nordflügel des Dillinger Schlosses barockisiert; dort befindet sich sein Wappen an der Südwand. 1688/89 wurde unter ihm in Dillingen ein Universitätsgebäude errichtet. Sein Grabmal befindet sich in der Wolfgangkapelle des Augsburger Domes, der unter ihm barockisiert wurde.